# Dola (jednostka)
Dola (ros. доля 'część') – najmniejsza staroruska jednostka masy.
1 dola = 1/96 zołotnika = 1/288 łuta = 1/9216 funta = 44,43 mg.